# 天国のスープ
『天国のスープ』（てんごくのすーぷ）は、ノンフィクション作家の松田美智子による長編小説である。2007年に、文藝春秋から刊行された。2008年10月にはWOWOWの「ドラマW」で映像化された。

## 概要
特許事務所で働くOLの結子は、姉が残した一枚の絵を手掛かりに「幻のスープ」を求めて、毎日レストランを訪ねて歩いていた。ある日、スープの評判に期待を膨らませ、亮介が働くレストランを訪れる。

## テレビドラマ
2008年10月19日に、WOWOWの「ドラマW」で放送された。平成20年度文化庁芸術祭参加作品。

### キャスト
- 杉村結子：国仲涼子

特許事務所で働くOL。
- 岡本亮介：時任三郎

レストラン「マルミット」の雇われシェフ。
- 杉村麻実：井川遥

結子の姉。
- 杉村郁恵：十朱幸代

結子の母。
- 元山九里子：丘みつ子

レストラン「マルミット」のマダム。
- 元山修蔵：伊東四朗

レストラン「マルミット」のオーナー。
- 川久保聡史：田中圭

結子の同僚。
- 来島美樹：床嶋佳子

亮介の元妻。
- 寺島進

ビストロの店長。
- 神山繁

亮介の義父。
- 田中要次
- 菅田俊
- 万田邦敏
- つるま幼稚園の先生：芹川藍

### スタッフ
- 原作：松田美智子
- 監督：篠崎誠
- 脚本：東多江子
- 音楽：長嶌寛幸
- 料理指導・監修：木下幸治（エコール 辻 東京）
- プロデューサー：釜谷正一郎
- 制作協力：オフィス・シロウズ